# Pseudarchaster tessellatus
Pseudarchaster tessellatus är en sjöstjärneart som beskrevs av Percy Sladen 1889. Pseudarchaster tessellatus ingår i släktet Pseudarchaster och familjen Pseudarchasteridae. Inga underarter finns listade i Catalogue of Life.